# Santorcaz
Pour les articles homonymes, voir Saint Torquat (homonymie).
Santorcaz est une commune d’Espagne, dans la communauté autonome de Madrid.
Le saint dont la mémoire est ici évoquée est Torquat d'Acci, apôtre de l'Espagne, évêque d'Acci (Guadix) au Ier siècle.

## Histoire
Santorcaz a peut-être été un fief de l'ordre du Temple partagé avec l'évêché de Madrid au XIIIe siècle.

## Monuments
- Château de Torremocha (es)

## Sources et références
- (es) Antonio Quintano Ripollés, El castillo de Santorcaz, un feudo Templario y Arzobispal en Cisneros, 1957

1. ↑  (es) Gonzalo Martínez Díez, Los Templarios en la Corona de Castilla, La Olmeda, 1993 (présentation en ligne), p. 166 L'auteur ne cautionne pas cette assertion proposée par Quintano Ripollés.